# بيوتر سويس
بيوتر سويس (بالبولندية: Piotr Sowisz)‏ (10 سبتمبر 1971 في بولندا – )؛ هو لاعب كرة قدم سابق كان يلعب كلاعب وسط.

## وصلات خارجية
- بيوتر سويس على موقع رابطة كرة القدم اليابانية للمحترفين (اليابانية)
- بيوتر سويس على موقع قاعدة بيانات كرة القدم.إي يو (الإنجليزية)
- بيوتر سويس على موقع عالم كرة القدم.نت (الإنجليزية)